# Ilia Moussine
Pour les articles homonymes, voir Moussine.
Ilia Moussine (en russe : Илья Александрович Мусин, Ilia Aleksandrovitch Moussine), né le 24 décembre 1903 (6 janvier 1904 dans le calendrier grégorien) à Kostroma (Empire russe) et mort le 6 juin 1999 à Saint-Pétersbourg, est un chef d'orchestre soviétique, pédagogue renommé et théoricien de la direction d'orchestre.